# Emu Point
Emu Point ist ein Stadtteil von Albany im australischen Bundesstaat Western Australia.

## Geografie

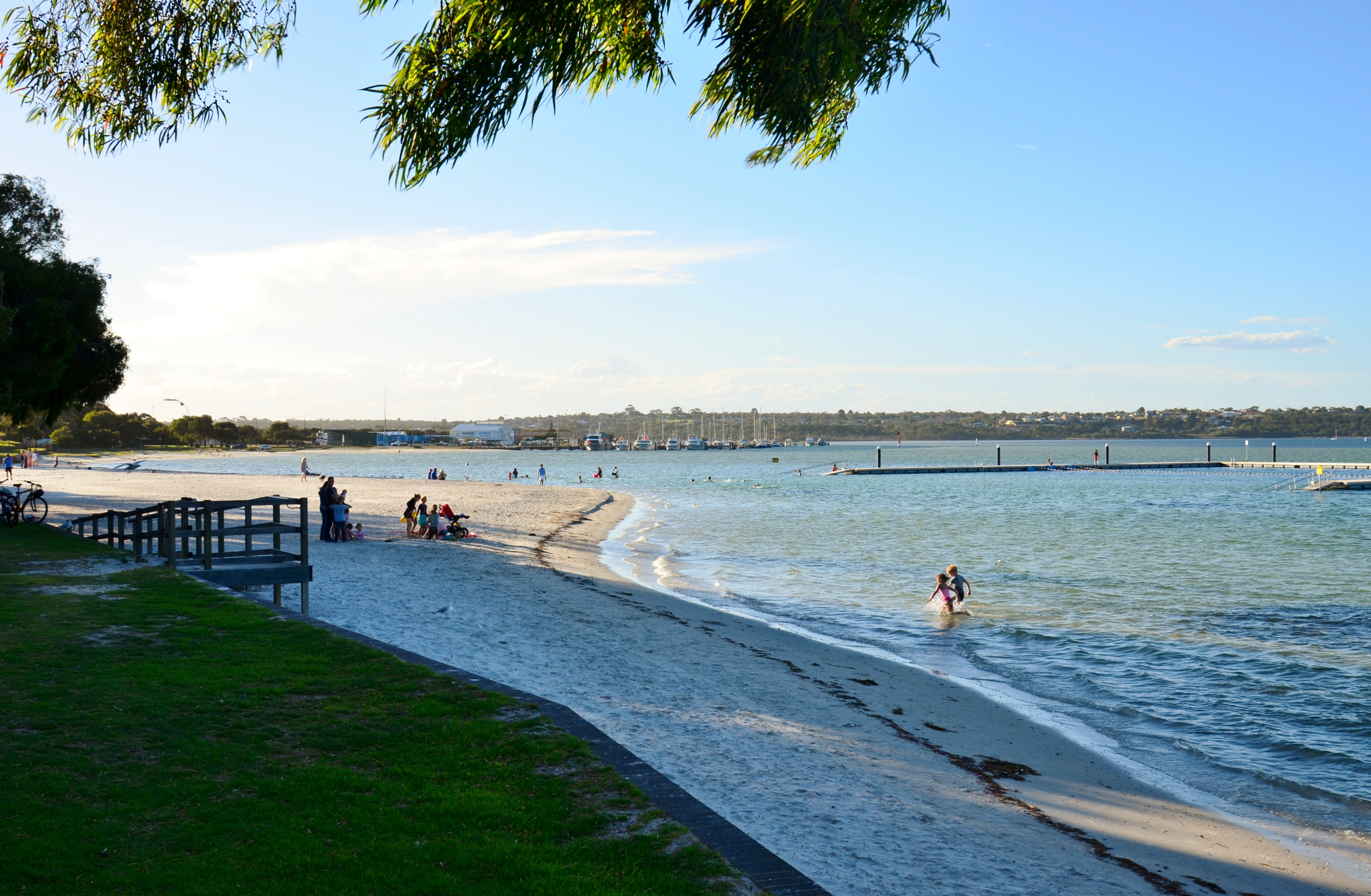
Strand, im Hintergrund der Yachthafen

Emu Point liegt rund sechseinhalb Kilometer nordöstlich des Zentrums von Albany am Meeresufer. Die Landspitze Emu Point trennt den King George Sound vom Oyster Harbour. Gegenüber dem natürlichen Kanal liegt der Gull-Rock-Nationalpark.
Es gibt Strände sowie im geschützte Oyster Harbour einen Hafen für Motorboote und Segelschiffe. In Emu Point liegen die Parks Bowell Square und Boronia Reserve.
Im Westen grenzt der Stadtteil an Collingwood Heights, im Norden an Bayonet Head und im Süden an Collingwood Park.
Der Vorort kann mit der Buslinie 803 erreicht werden.

## Bevölkerung
Der Ort Emu Point hatte 2016 eine Bevölkerung von 316 Menschen, davon 43,1 % männlich und 56,9 % weiblich.
Das durchschnittliche Alter in Emu Point liegt bei 68 Jahren, 30 Jahre über dem australischen Durchschnitt von 38 Jahren.